# Lucaskerk ('s-Hertogenbosch)
De Lucaskerk is een kleine parochiekerk die zich tussen de Zuiderparkweg en de César Francklaan bevindt in het Bossche stadsdeel Zuid. Ze is ontworpen door het architectenbureau Van der Laan, Hansen en van Hal.
Het is de tweede Lucaskerk op dezelfde plek. De oorspronkelijke kerk, gebouwd door Nico van der Laan en Jan de Jong, stortte gedeeltelijk in in 1968. Hierbij kwam een 12-jarige jongen om het leven en raakte diens moeder zwaargewond. Er werd besloten om de kerk geheel af te breken en een kleinere nieuwe kerk te bouwen. Alhoewel de instorting niets te maken had met ontwerpfouten, trok vooral Jan de Jong zich de dood van de jongen sterk aan. Het betekende het einde van de samenwerking tussen hem en Nico van der Laan.
De huidige Lucaskerk is een vierkante pleinkerk met een plat dak en losstaande klokkentoren, ontworpen in de stijl van de Bossche School. Zoals vaker bij latere kerken in deze stijl, is de kerk niet opgevat als een basiliek of zaal, maar als een centraal overdekt stadsplein waar mensen tezamen kunnen komen. Vaak is er bij deze kerken ook een groot voorplein met bijgebouwen. Dit is hier vanwege financiële redenen achterwege gelaten. In plaats daarvan bevindt er zich een grote openbare parkeerplaats naast de kerk.
Opvallend is hoe het ontwerp is beïnvloed door Stonehenge. Dit is te zien in de manier waarop vensters en muurdammen zich ritmisch afwisselen. Deze muurdammen vormen, samen met de grote betonnen lateien boven de hoge ramen, een gestileerd Stonehenge. Binnen bevinden zich drie grote dubbelpeilers die qua vorm en verhoudingen verwijzen naar de grote trilieten van het voorhistorische monument. Het interieur is, zoals dat hoort bij de Bossche School, ingetogen en sober. Ook het altaar en de banken zijn in de Bossche Schoolstijl ontworpen. De “trilieten” zijn voorzien van schilderingen van Théodore Stravinsky.
Het gebouw is nog steeds in gebruik als parochiekerk en maakt sinds 2012 deel uit van de parochie H. Maria.

## Externe link

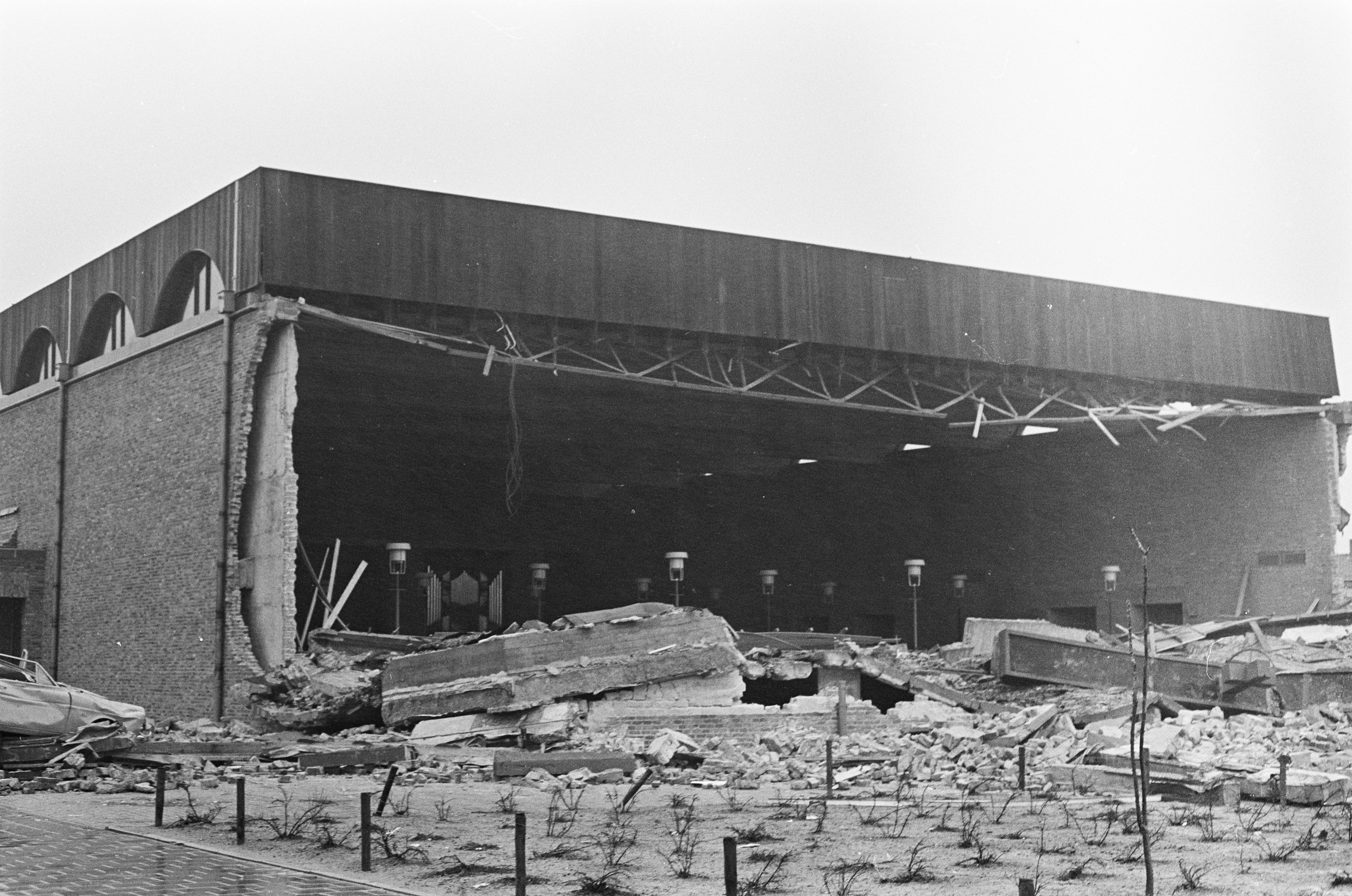
ingestorte Lucaskerk in 1968